# Георгиос Влахоянис
Георгиос Влахоянис, известен като капитан Одисей (на гръцки: Γεώργιος Βλαχογιάννης, καπετάν Οδυσσεύς), е гръцки офицер, младши лейтенант и андартски капитан, деец на гръцката въоръжена пропаганда в Македония.

## Биография
Влахоянис е роден в Лепанто, Гърция. Включва в гръцката въоръжена пропаганда в Македония. Оглавява андартска чета и заедно с Георгиос Диконимос се включва в борбата с ВМОРО. Действа предимно в областта Мариово и в планината Баба.